# Bicilia iarchasalis
Bicilia iarchasalis is een vlinder uit de familie van de grasmotten (Crambidae). De wetenschappelijke naam van deze soort is voor het eerst voorgesteld als Botys iarchasalis door Francis Walker in een publicatie uit 1859..
Deze soort komt voor in het zuiden van de Verenigde Staten, Cuba, Jamaica, Puerto Rico, de Dominicaanse Republiek, de Maagdeneilanden en Venezuela.